# Nysumbanen
Die Nysumbanen ist eine dänische Rallycross-Rennstrecke in der Region Nordjylland zwischen Nysum (bei Ravnkilde) und Vebbestrup in Himmerland, etwa 12 Kilometer nördlich von Hobro.

## Geschichte
Die Strecke wurde 1986 auf Initiative der beiden dänischen Motorsportler Kaj Storgaard und Finn Knudsen auf dem Gelände einer Kiesgrube gebaut und 1987 mit einer Länge von etwa 500 m eröffnet.

## Veranstaltungen
Die Strecke ist der dänische Austragungsort der skandinavischen RallyX-Nordic-Serie. Neben Läufen zur dänischen Rallycross-Meisterschaft finden auf der Bahn ferner nationale Auto- und Rallycross-, Rallysprint- sowie Folkrace-Wettbewerbe statt.

## Sonstiges
Die Strecke, die vom Verein Motorsport Nordjütland betrieben wird, wurde mehrmals erweitert und ist 856 Meter lang. Es gibt prinzipiell 2 Streckenvarianten. Die kürzere wird für Folkrace-Läufe und Crosskart-Wettbewerbe mit Motoren unter 150 ccm benutzt. Auf der längeren werden Rallycross-Wettbewerbe und höher motorisierte Crosskart-Rennen ausgefahren. Auf dem Gelände liegt auch eine Kartbahn deren Benutzung für Inhaber einer dänischen Kartlizenz frei ist.